# 아이진
아이진(본명: 유진)은 대한민국의 인디 게임 개발자로, 별명 유바늘로 유명하며 게임 스케치퀴즈를 제작한 인디 게임 개발자이다.

## 제작 게임
- 스케치퀴즈
- 숨바꼭질 온라인
- 미로 온라인
- 초성퀴즈 온라인
- Looz.io
- 붐붐.io
- 인비저블.io
- HZ.io
- 술래잡기 온라인
- 빅뱅온라인
- 오르락내리락
- CatDogRun
- 오션스팡팡